# Reichenbach (Lahr)
Reichenbach ist ein Stadtteil der Stadt Lahr im Schwarzwald im Ortenaukreis in Baden-Württemberg. Reichenbach besteht aus dem Eichberg, Gereut, Giesenhof, Langeneck, Poche und Schindelhöfe.

## Geographie
Reichenbach liegt östlich der Stadt Lahr und hinter dem Lahrer Stadtteil Kuhbach im Schuttertal, einem Seitental des Rheintals. Die Gemarkung von Reichenbach ist 13,25 km² groß. Durch den Ort fließt die Schutter, welche bei Kehl in die Kinzig mündet. Ebenfalls fließt der Fluss Gießen durch Reichenbach und mündet in die Schutter, selbiges gilt für den Talbach.

### Nachbargemeinden
Die Gemarkung Reichenbach grenzt im Norden und Nordosten an Friesenheim, im Osten an Schönberg, im Süden an Seelbach und eine Exklave der Gemarkung von Lahr, im Südosten und Osten an Sulz, ebenfalls im Osten an Kuhbach und im Nordosten an Schuttern und Oberweier.

## Geschichte
Reichenbach wurde 1270 als „Richenbach“ erstmals erwähnt. Der Ort war zwischen Geroldseck und Tiersberg geteilt. Der Tiersberger Teil kam im 14. Jahrhundert über Schwarzenberg und Ettendorf, Hummel von Staufenberg nach und nach an Baden, die den Ort an die Röder zu Lehen gaben. Der hohengeroldseckische Teil kam über die Cronberg an die Grafen von der Leyen. Reichenbach war zunächst evangelisch, wurde aber ab 1658 wieder katholisch. Der baden-rödersche Teil kam 1806 an die Grafschaft Geroldseck, wurde mit dieser 1815 österreichisch und wurde 1819 an Baden (Amt Hohengeroldseck) abgetreten. Erst 1832 kam Reichenbach zum Bezirksamt Lahr. Am 30. November 1894 wurde die Eisenbahnstrecke zwischen Ottenheim und Reichenbach eröffnet. Einen Monat später, am 30. Dezember 1894, wurde die weiterführende Strecke zwischen Reichenbach und Seelbach eröffnet. Am 20. Mai 1951 wurde die durch Reichenbach führende Strecke stillgelegt. Am 1. Januar 1972 wurde Reichenbach im Zuge der Gemeindereform nach Lahr eingemeindet.
Früher wurde in Reichenbach in den Gruben "Silbereckle", "Michael" und "St. Josefi" Bergbau betrieben. Gefunden wurden unter anderem Wurtzit, Legrandit, Kasolit, Jordanit, Mawbyit, Tsumcorit und Köttigit.

### Demographie
Einwohnerzahlen nach dem jeweiligen Gebietsstand.
| Jahr | Einwohnerzahl |
| ---- | ------------- |
| 1961 | 2.101         |
| 1970 | 2.630         |

## Kultur und Sehenswürdigkeiten

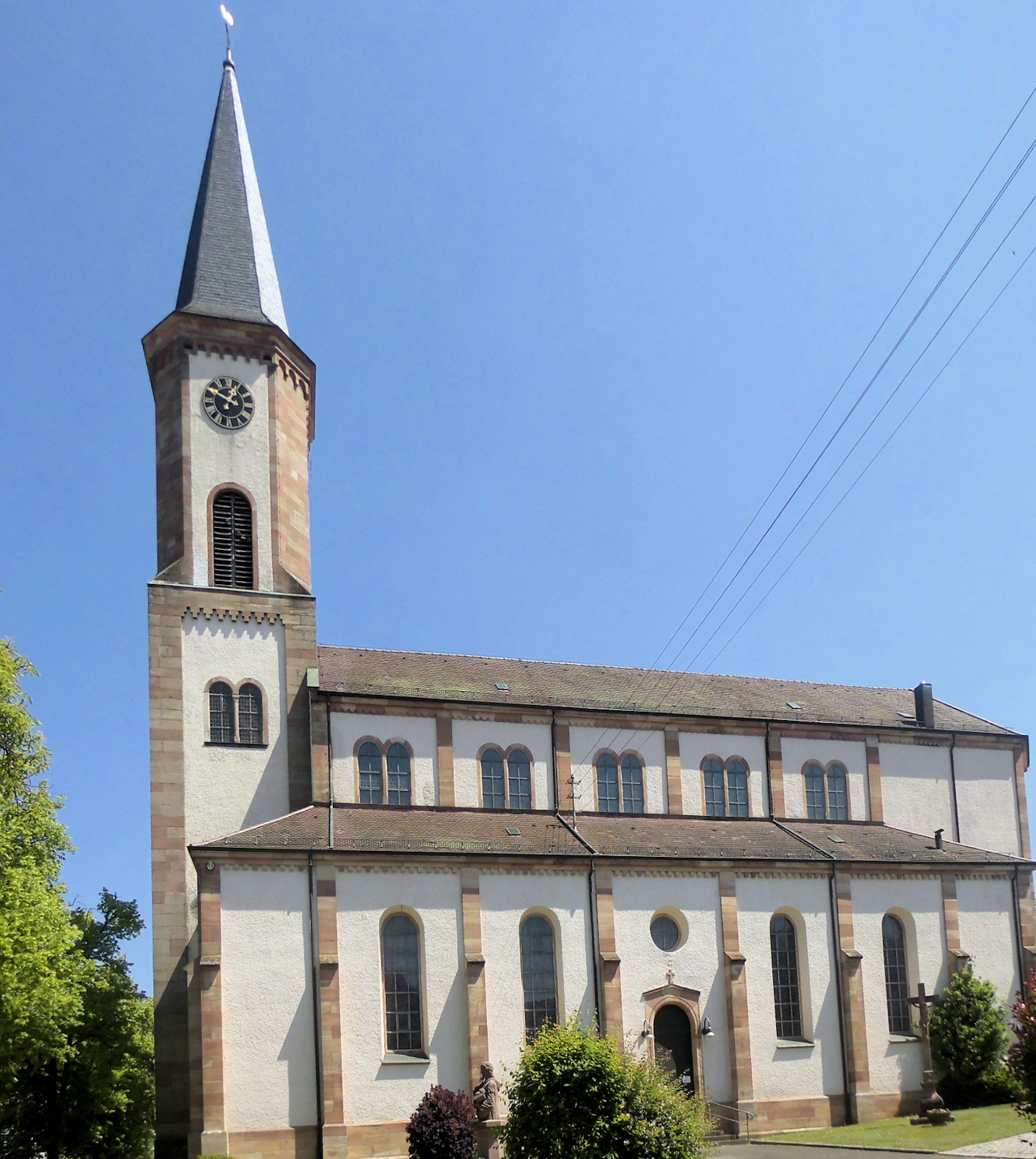
St. Stephanus-Kirche

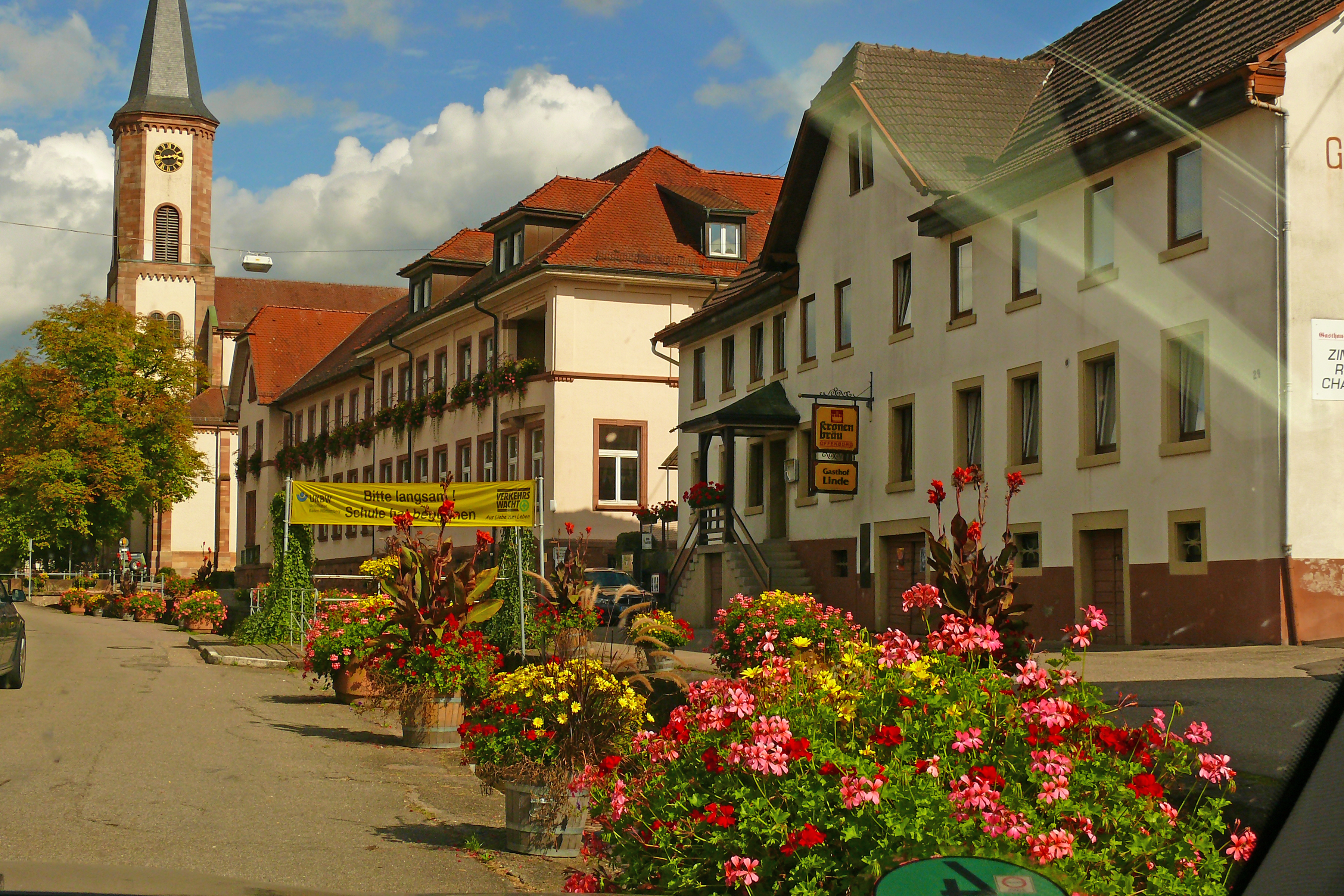
Ortskern

### Sehenswürdigkeiten
- Hammerschmiede
- St. Stephanus-Kirche
- Katholische Marienkapelle am Eichberg (erbaut 1958).[2]
- Barfußpfad mit öffentlicher Kneipp-Anlage
- Narrenbrunnen auf dem Lindenplatz

### Sport
In Reichenbach gibt es einen 18-Loch Golfplatz und ein Schwimmbad.

### Vereinsleben

#### Narrenzunft Die Schergässler
Benannt ist die Zunft nach der "Scherers Gass", die mit Urkunden von 1595 und 1615 beurkundet wird, jedoch heute nicht mehr existiert. Im Jahr 1928 fand dann erstmals der "Schergasse Johrmärkt" statt, welcher auch der Beginn der Fasent in Reichenbach ist. 29 Jahre später, am 4. Oktober 1957, wird im Gasthaus Linde in Reichenbach die Narrenzunft "Die Schergässler" gegründet. 1959 wurde die Zunft in den Verband Oberrheinischer Narrenzünfte aufgenommen. 1970 gründete man mit Zünften aus Bleibach, Oberwinden und Niederwinden den „Regionalen Freundschaftskreis“. 1976 wurde ein Fanfarenzug gegründet, welcher bis 2000 bestand. 1976 wurde der "Schergasse Johrmärkt" wieder zum Leben erweckt. 1978 kaufte man die alte Zigarrenfabrik Burger & Söhne und baut sie in den folgenden Jahren zum Zunftlokal "Nörgler" um. Zum 55-jährigen Jubiläum richtete man 2012 einen großen Narrenumzug aus mit über 3.500 Teilnehmern. 2017 weihte man auf dem Reichenbacher Lindenplatz einen Narrenbrunnen ein.

#### SC Kuhbach-Reichenbach
Der SC Kuhbach-Reichenbach wurde am 1. Juli 1996 durch eine Fusion der Vereine FV Kuhbach und FV Reichenbach gegründet. Die Vereinsfarben sind Rot und Weiß. Heute hat der Verein knapp 430 Mitglieder.

## Wirtschaft und Infrastruktur

### Verkehr
Durch Reichenbach führt die Bundesstraße 415 und die Landesstraße 102. Von 1894 bis 1951 führte eine Schmalspurbahn der Mittelbadischen Eisenbahnen von Ottenheim bis Seelbach durch Reichenbach, dadurch hatte Reichenbach zwei Bahnhöfe (Reichenbach Ladeplatz und Reichenbach Mitte). Auf dem Streckenabschnitt, welcher durch Reichenbach führte, wurde am 2. Mai 1950 der Personenverkehr und am 20. Mai 1951 der Güterverkehr eingestellt.

### Bildung
In Reichenbach gibt es eine Grund- und eine Hauptschule.

### Medien
Im April 2022 wurden im Hotel Adler Aufnahmen für die 8. Staffel von Kitchen Impossible mit Tim Mälzer gedreht.

## Persönlichkeiten

### Weitere Persönlichkeiten
- Justus Knecht (1839–1921), Theologe und Schriftsteller, von 1871 bis 1877 Pfarrer in Reichenbach
- Reinhold Glatz (1918–1998), Ingenieur, Hochschullehrer und Hochschulrektor, geboren in Reichenbach